# 国道28号

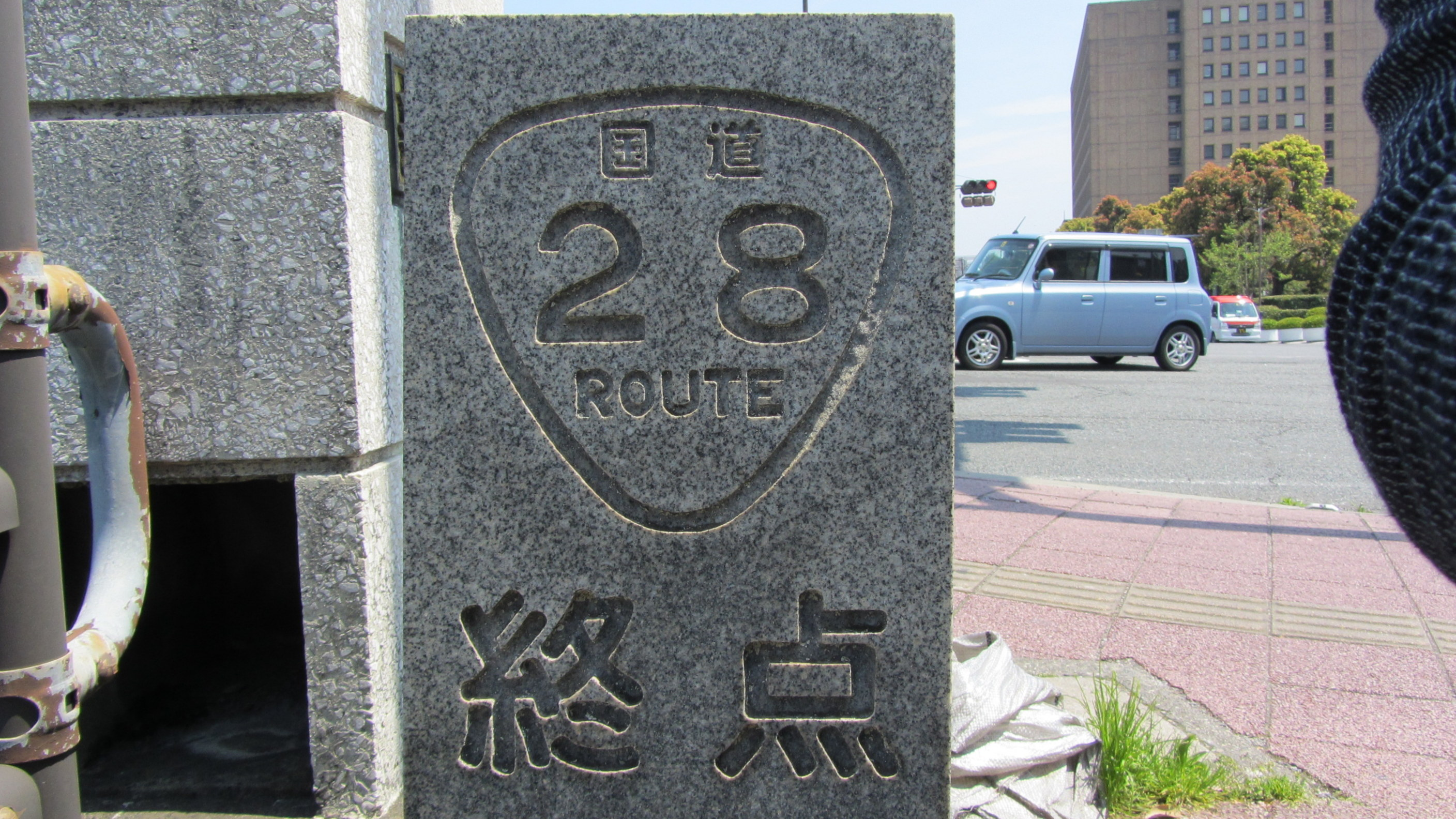
国道28号 終点にある
徳島市 道路元標
徳島県徳島市 かちどき橋南詰

国道28号（こくどう28ごう）は、兵庫県神戸市中央区から淡路島を経由して、徳島県徳島市に至る一般国道である。

## 概要

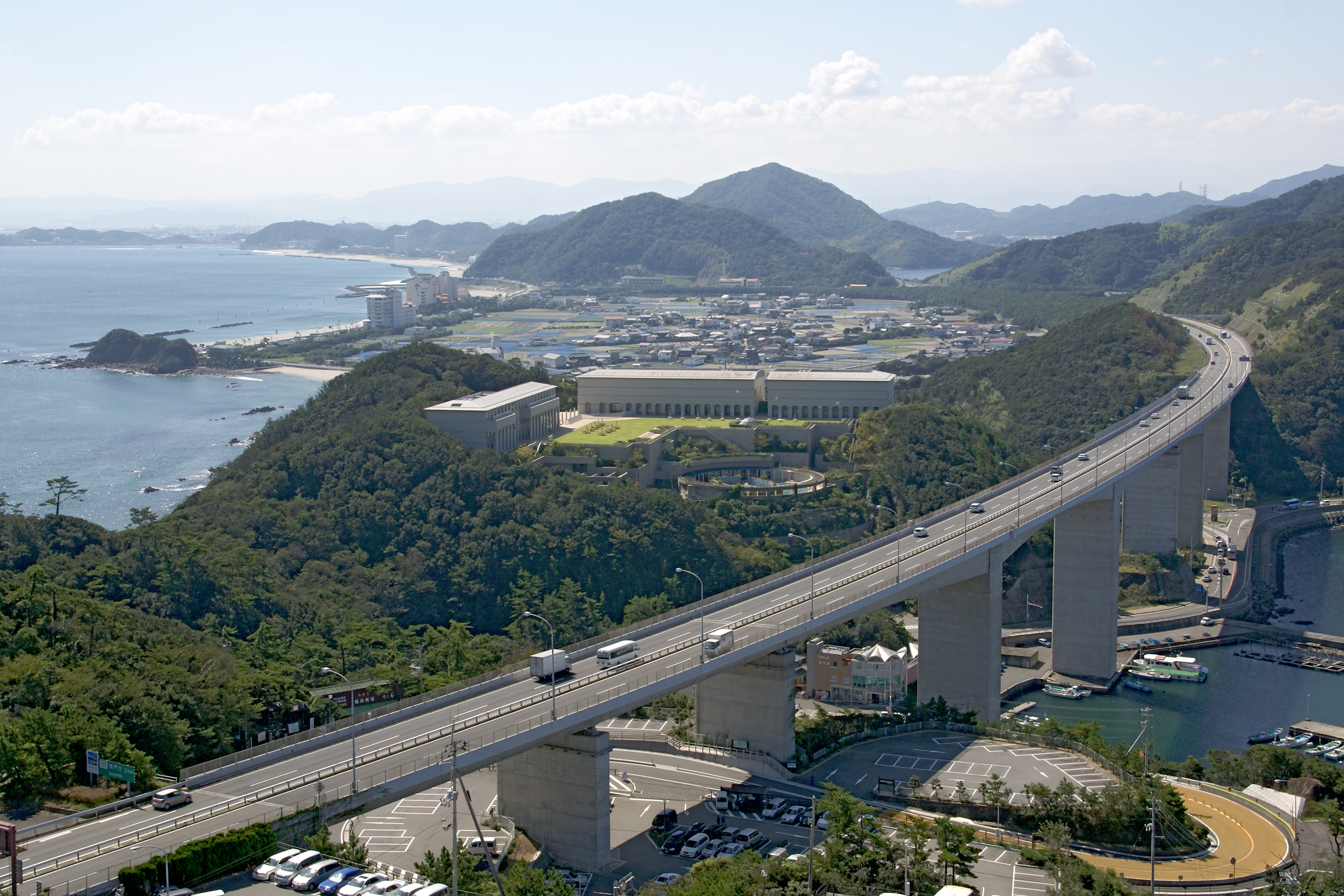
神戸淡路鳴門自動車道部分

本州の神戸市と四国の徳島市を淡路島経由して南北に結ぶ一般国道の路線で、明石海峡・鳴門海峡の2か所の海上を渡る。淡路島では生活道路の一部にもなっている島内を縦貫する重要な幹線道路である。国道28号の自動車専用道路部である神戸淡路鳴門自動車道は、明石海峡の明石海峡大橋と鳴門海峡の大鳴門橋で淡路島と本州・四国を結ぶ。また、大鳴門橋開通の影響により、淡路島から四国へ渡る航路が廃止となっている。

### 路線データ
一般国道の路線を指定する政令に基づく起終点および重要な経過地は次のとおり。
- 起点：神戸市（中央区、神戸駅北側ガード = 兵庫県道21号神戸明石線上）
- 終点：徳島市（かちどき橋南詰 = 国道11号・国道55号起点）
- 重要な経過地：明石市、兵庫県津名郡淡路町[注釈 2]、洲本市、同県三原郡南淡町[注釈 3]、鳴門市、徳島県板野郡松茂町
- 総延長 : 200.9 km（兵庫県 121.7 km、神戸市 48.0 km、徳島県 31.1 km）重用延長、神戸淡路鳴門自動車道を含む。[5][注釈 4]
- 重用延長 : 41.1 km（兵庫県 - km、神戸市 28.7 km、徳島県 12.4 km）[5][注釈 4]
- 未供用延長 : 2.0 km（兵庫県 2.0 km、神戸市 - km、徳島県 - km）[5][注釈 4]
- 実延長 : 157.7 km（兵庫県 119.7 km、神戸市 19.3 km、徳島県 18.7 km）[5][注釈 4]
  - 現道 : 156.7 km（兵庫県 118.6 km、神戸市 19.4 km、徳島県 18.7 km）[5][注釈 4]
  - 旧道 : なし[5][注釈 4]
  - 新道 : 1.0 km（兵庫県 1.0 km、神戸市 - km、徳島県 - km）[5][注釈 4]
- 指定区間：神戸市長田区梅ケ香町二丁目43番 - 徳島市かちどき橋一丁目1番1（東尻池交差点 - かちどき橋南詰（終点））[6]
  - ※明石市中崎二丁目95番1 - 淡路市岩屋字片浜1414番60（現道経路の明石海峡）を除く
  - ※南あわじ市福良字築地町甲1530番11 - 鳴門市撫養町大桑島字濘岩浜53番5（現道経路の鳴門海峡）を除く
- 緊急輸送道路：全線[7]

## 歴史
当国道は四国街道を継承した路線である。
- 神戸市内の単独区間は国道2号の旧道である（新開地交差点東側 - 二番町1交差点西側、長田交差点 - 東尻池交差点を除く）。
- 国道2号からの指定変更当初の新開地交差点東側 - 長田交差点の経路は現在の神戸高速鉄道東西線 新開地駅付近で西から南西へ折れ、兵庫駅付近で西国街道と合流して北西へ向きを変え、長田交差点まで山陽電気鉄道本線との併用軌道区間となっていたが、大開通を東西に直進する現在の経路に付け替えられた。

### 年表
- 1878年（明治11年）4月 - 東京から淡路島を経由して高知に至る道路が国道三等に指定された。
- 1885年（明治18年） - 内務省告示第6号「國道表」では、徳島市までが国道30号「東京より徳島県に達する路線」に指定された。
- 1920年（大正9年） - 施行の旧道路法に基づく路線認定では旧国道30号が国道21号「東京市より徳島県庁所在地に達する路線（甲）」となった。
- 1952年（昭和27年）12月4日 - 新道路法に基づく路線指定で、旧国道21号は一級国道28号（神戸市 - 徳島市）として指定された。
- 1965年（昭和40年）4月1日 - 道路法改正によって一級・二級の別がなくなり一般国道28号となった。
- 1982年（昭和57年）4月1日 - 神戸市起点を長田区東尻池交点から中央区神戸駅北側ガードまで延長される[注釈 5]。

## 路線状況

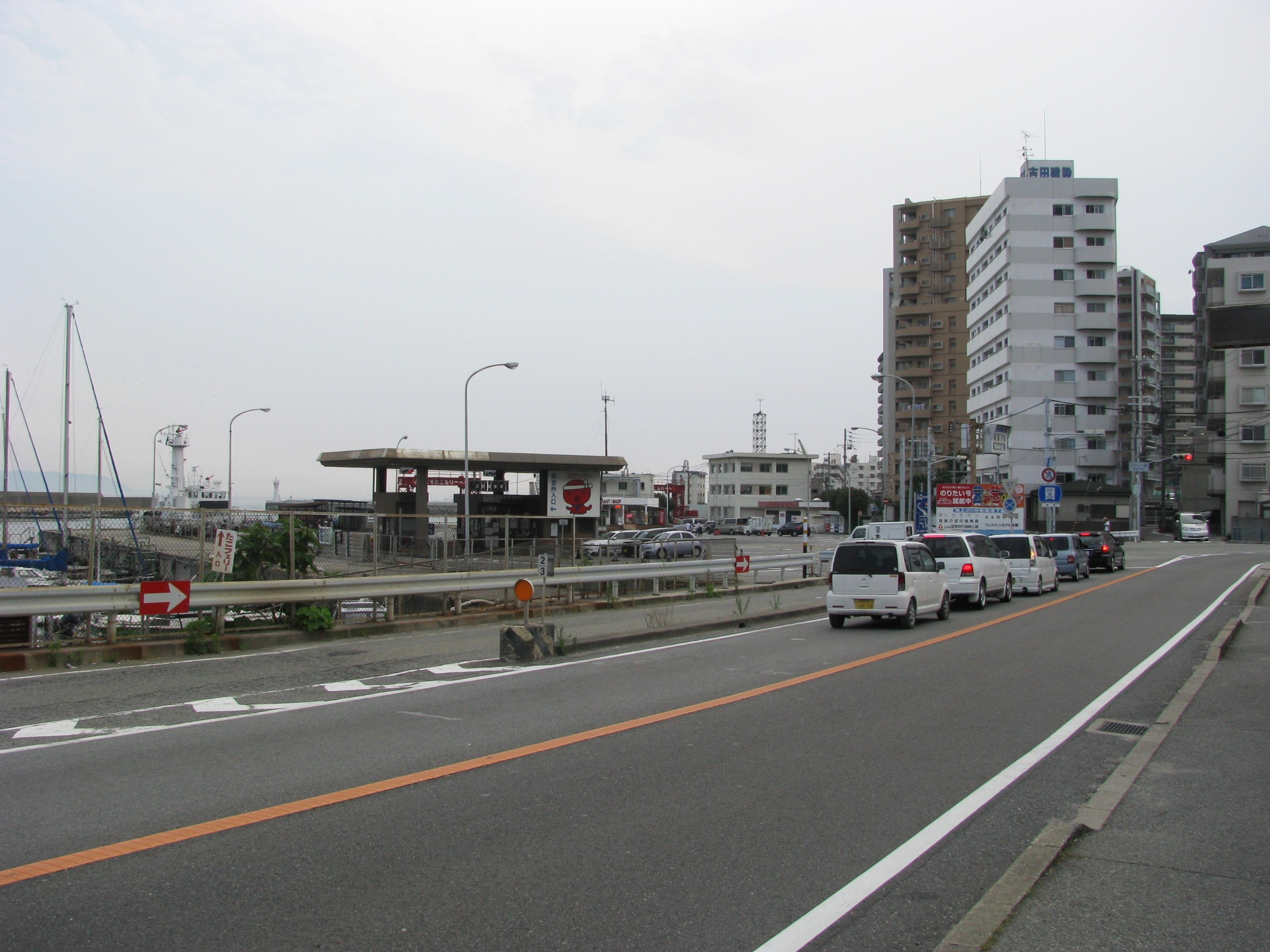
旧・たこフェリー前（明石市）

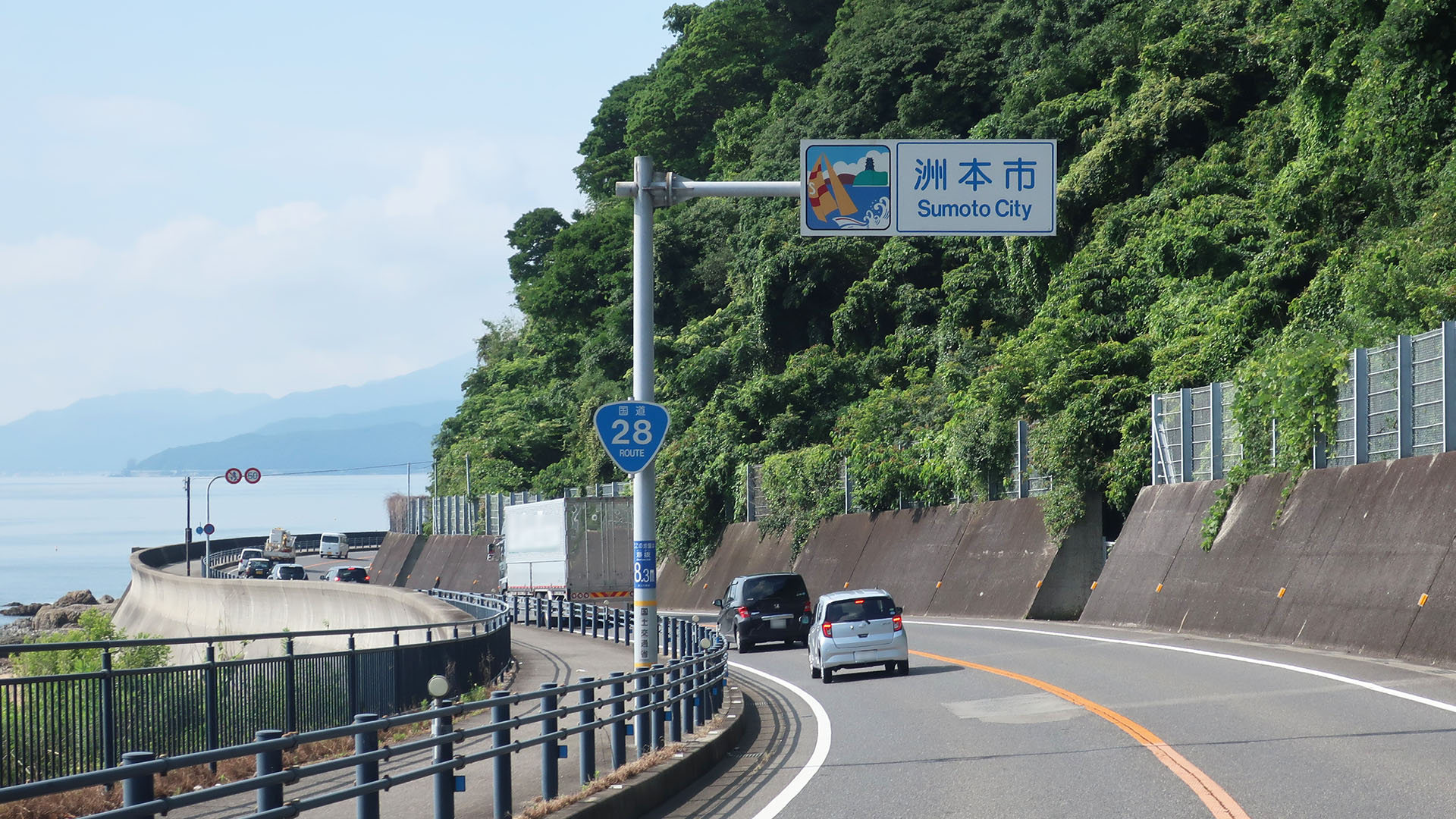
兵庫県淡路市・洲本市境（事前通行規制区間）
（2020年7月撮影）

兵庫県（本州）の区間
兵庫県（明石海峡）の区間
2010年（平成22年）11月15日をもって、神戸と淡路島を結ぶ航路（明石港 - 岩屋港）である明石淡路フェリー（愛称：たこフェリー）が休止となったため、ミニカー・原動機付自転車・小型自動二輪車・軽車両（自転車を除く）では淡路島に渡航出来なくなり、2012年（平成24年）6月29日にその航路が廃止となったが、2015年（平成27年）9月23日より、淡路ジェノバラインが原動機付自転車・小型自動二輪車を淡路島に航送するようになった。
兵庫県（淡路島）の区間
神戸淡路鳴門自動車道と兵庫県道31号福良江井岩屋線と並んで重要な路線であり、高速バス・路線バスなどの公共交通機関などが通過し、トラックなどの物流拠点となっている主要道路である。島内では兵庫県道31号福良江井岩屋線と、対の関係にある。国道28号が東回りであるのに対し、兵庫県道31号福良江井岩屋線は、西回りとなっている。また、島内を通る国道は28号のみであり、現地で単に「国道」といえば国道28号を指す。淡路市塩尾 - 洲本市安乎町平安浦の1.8 kmと洲本市中川原町厚浜 - 洲本市炬口の2.9 kmは事前通行規制区間となっている。
淡路市の中心部付近は明石海峡大橋が開通したことによって交通量が増加し、特に朝と夕方の通勤・通学ラッシュの時間帯の交通渋滞が慢性化している。その代替ルートとして中心部を回避するためにバイパスの整備が検討されている。
神戸淡路鳴門自動車道を利用して淡路島を通過する貨物トラックはその自動車道の通行料金が割高であり、その出費を抑えるために、西淡三原IC - 淡路IC間は国道28号に降りるのが見受けられる。そのことによって、渋滞や交通事故が発生し、さらに車重による路面状態の悪化や排気ガスによる汚染が顕著である。この現象は、兵庫県道31号福良江井岩屋線（淡路サンセットライン）においても同様である。これを防ぐため、橋だけを利用するより、通しで走るほうが通行料金が安くなる社会実験が実施されていた。
洲本市内では、洲本バイパスの洲本市納から青雲橋北詰交差点までの3.6 kmの区間が部分開通し、青雲橋北詰交差点から炬口間の2.4 kmが未開通である。
鳴門海峡の区間
淡路島 - 徳島間を結ぶ航路（福良港 - 鳴門港）は廃止されているため、事実上は原付バイク、自転車などでは鳴門海峡を渡ることは出来ない。
徳島県の区間
もともとは全区間が国道11号との重複であったが、吉野川バイパスの開通に伴い現在は広島交差点までは当国道の単独区間となっている。広島交差点から終点までは国道11号との重複区間である。

### バイパス
- E28 神戸淡路鳴門自動車道
- 洲本バイパス（兵庫県）
- 吉野川バイパス（徳島県、国道11号との重複）

### 重複区間

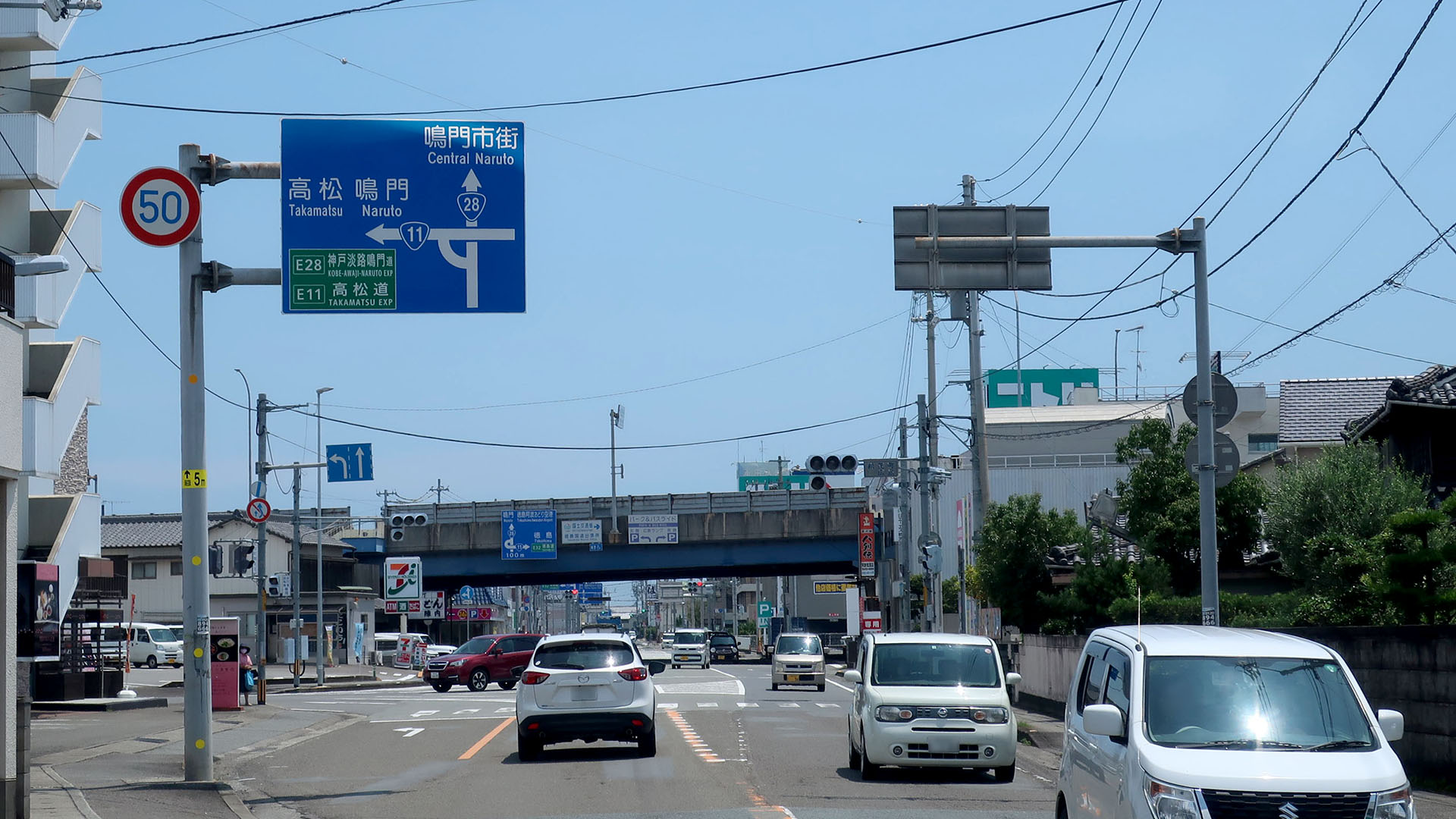
国道11号（重複区間）との分岐
徳島県板野郡松茂町・広島交差点

- 国道2号・国道250号（兵庫県神戸市長田区東尻池町3丁目・東尻池交差点（起点） - 明石市大蔵海岸通1丁目・狩口交差点）
- 国道11号（徳島県板野郡松茂町広島・広島交差点 - 徳島市かちどき橋1丁目（終点））

以前は徳島県内区間の全区間が国道11号との重複区間だったが、1988年（昭和63年）に吉野川バイパスが開通したのに伴い、松茂町広島までは国道28号の単独区間となった。

### 道路施設

#### 橋梁

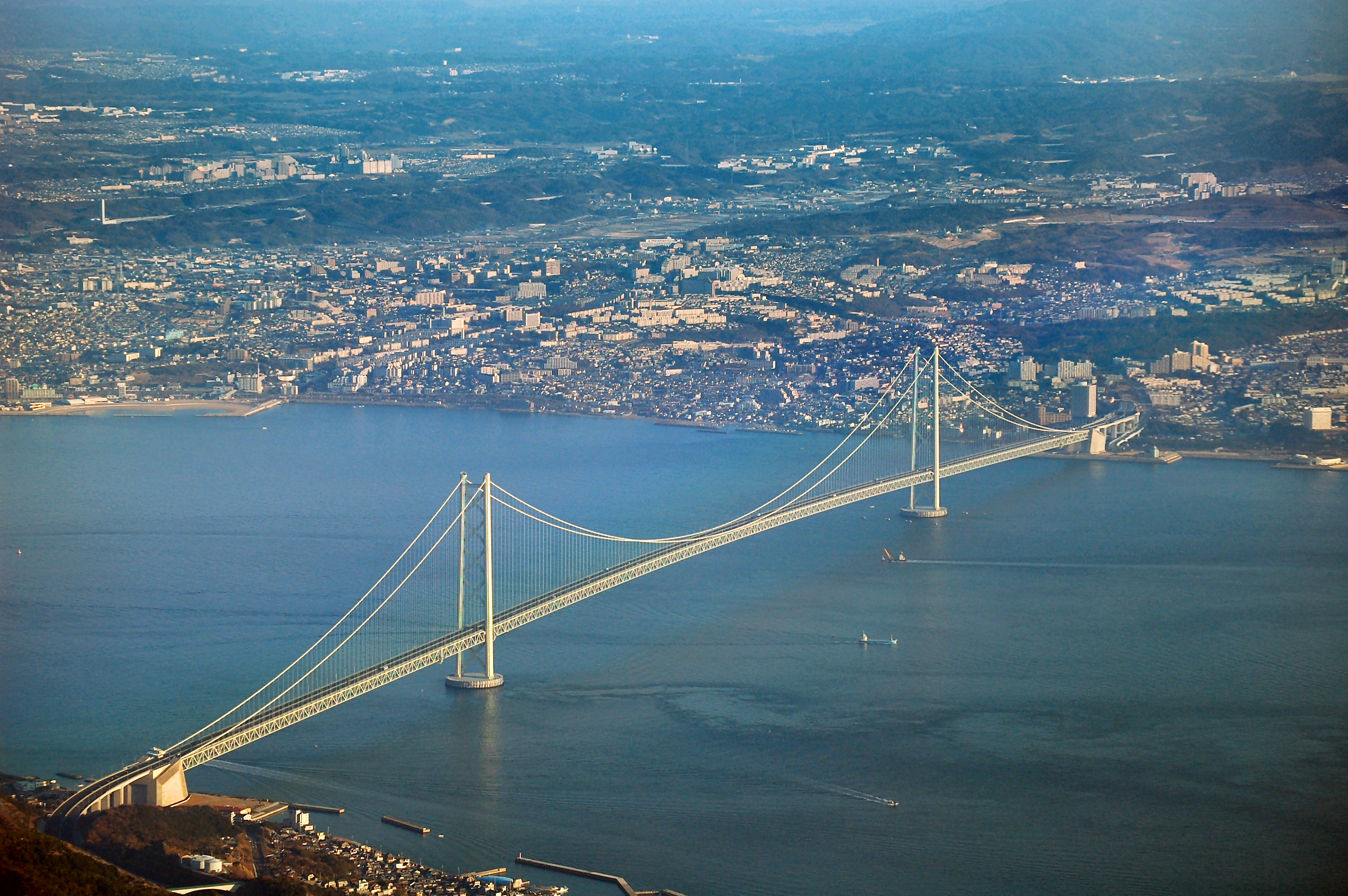
明石海峡大橋
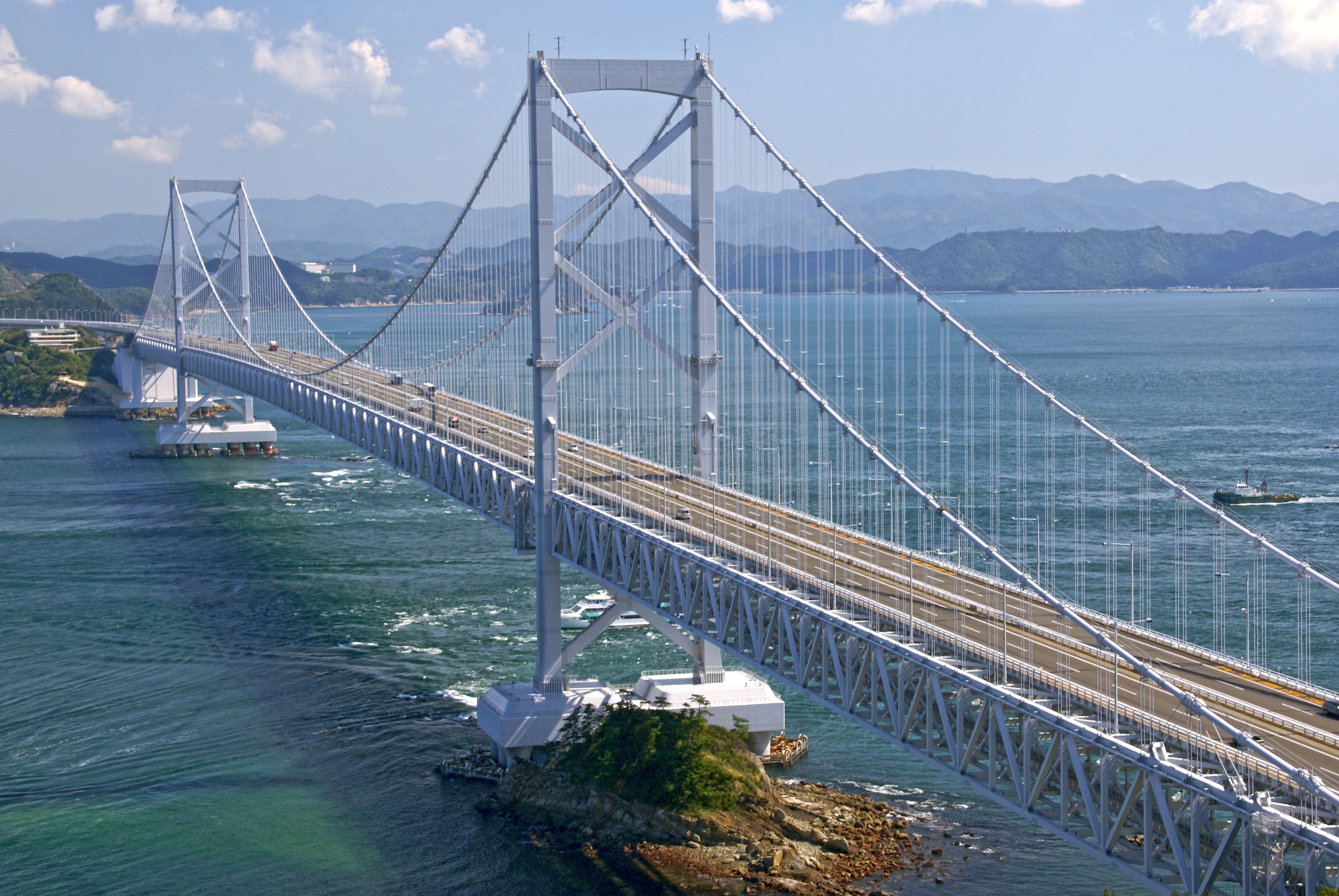
大鳴門橋

- 兵庫県
  - 湊川大橋（新湊川、神戸市長田区、国道2号重複区間内）
  - 天神橋（山陽本線、神戸市須磨区、国道2号重複区間内）
  - 菅公橋（山陽本線、神戸市垂水区、国道2号重複区間内）
  - 福田橋（福田川、神戸市垂水区、国道2号重複区間内）
  - 新朝霧橋（朝霧川、明石市）
  - 中崎橋（明石市）
  - 新佐野川大橋（兵庫県道157号佐野仁井岩屋線・佐野川、淡路市）
  - 梅里大橋（淡路市）
  - 新生穂川橋（生穂川、淡路市）
  - 志筑大橋（志筑川、淡路市）
  - 岩戸橋（岩戸川、洲本市）
  - 青雲橋（洲本川、洲本市）
  - 川添橋（滝池川、洲本市）
  - 緑大橋（初尾川、南あわじ市）
  - 円行寺橋（三原川、南あわじ市）
  - 賀集橋（大日川、南あわじ市）
- 徳島県
  - 撫養橋（新地川、鳴門市）
  - 大津橋（旧吉野川、鳴門市）
  - 加賀須野大橋（今切川、板野郡松茂町 - 板野郡北島町 - 徳島市、国道11号重複区間内）
  - 吉野川大橋（吉野川、徳島市、国道11号重複区間内）
  - 助任新橋（助任川、徳島市、国道11号重複区間内）
  - かちどき橋（新町川、徳島市、国道11号重複区間内）

神戸淡路鳴門自動車道
- 兵庫県
  - 明石海峡大橋（神戸市垂水区 - 淡路市）
  - 橋長3,911 mの吊り橋[17]。2022年（令和4年）3月18日にチャナッカレ1915橋が開通するまでは、吊り橋としては、中央支間長が世界最長であった。
  - 大鳴門橋（延長1,629 m、淡路市 - 徳島県鳴門市）
- 徳島県
  - 撫養橋（延長536 m、鳴門市）

- 明石海峡大橋
- 大鳴門橋

#### トンネル
- 兵庫県
  - 舞子トンネル：延長345 m、1997年（平成9年）竣工、神戸市垂水区（国道2号重複区間内）
  - 城山トンネル：延長126 m、1983年（昭和58年）竣工、淡路市
  - 宇原トンネル：延長284 m、1999年（平成11年）竣工、洲本市

神戸淡路鳴門自動車道
- 兵庫県
  - 布施畑トンネル（下り線）：延長854 m、1998年（平成10年）竣工、神戸市西区
  - 布施畑トンネル（上り線）：延長848 m、1998年（平成10年）竣工、神戸市西区
  - 高塚山トンネル（下り線）：延長1,181 m、1998年（平成10年）竣工、神戸市西区 - 神戸市垂水区
  - 高塚山トンネル（上り線）：延長1,210 m、1998年（平成10年）竣工、神戸市西区 - 神戸市垂水区
  - 舞子トンネル（下り線）：延長3,254 m、1998年（平成10年）竣工、神戸市垂水区
  - 舞子トンネル（上り線）：延長3,293 m、1998年（平成10年）竣工、神戸市垂水区
  - 仁井トンネル（下り線）：延長429 m、1998年（平成10年）竣工、淡路市
  - 仁井トンネル（上り線）：延長378 m、1998年（平成10年）竣工、淡路市
  - 川井谷トンネル：延長260 m、1998年（平成10年）竣工、淡路市
- 徳島県
  - 鳴門第一トンネル（下り線）：延長201 m、1985年（昭和160年）竣工、鳴門市
  - 鳴門第一トンネル（上り線）：延長191 m、1985年（昭和160年）竣工、鳴門市
  - 鳴門第二トンネル（下り線）：延長374 m、1985年（昭和160年）竣工、鳴門市
  - 鳴門第二トンネル（上り線）：延長353 m、1985年（昭和160年）竣工、鳴門市
  - 撫養トンネル（下り線）：延長616 m、1985年（昭和160年）竣工、鳴門市
  - 撫養トンネル（上り線）：延長770 m、1985年（昭和160年）竣工、鳴門市

#### 道の駅
- 兵庫県
  - 東浦ターミナルパーク（淡路市）
  - 福良（南あわじ市）

## 地理

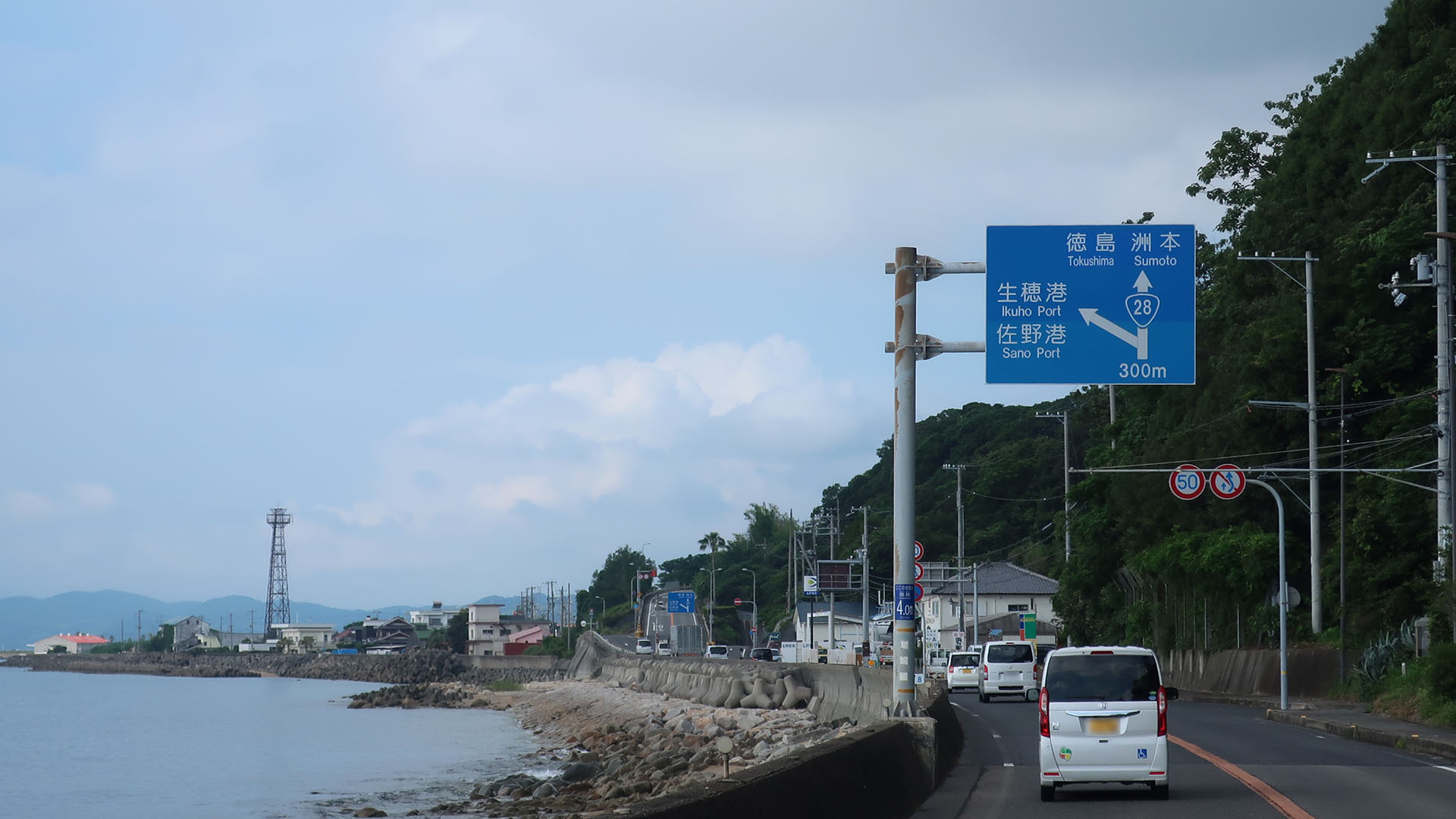
兵庫県淡路市佐野
（2020年7月撮影）

淡路市・洲本市・南あわじ市の中心部を通過する国道であり、観光施設などが集中している。淡路島の北側は大阪湾沿岸沿いを縦断し、洲本市街地から南側は三原平野を縦断する。洲本市納から南あわじ市広田にかけての区間は南あわじ市が賑わいを目的とした都市計画によりロードサイド店舗が立地している。鳴門市の北側は鳴門市中心部を縦断するので沿線に公共公益施設・商業施設などの建物が密集し、南側は市街化調整区域であるために農業地帯を縦断する。板野郡松茂町側は公共公益施設と工業地帯や住宅地が密集している。

### 通過する自治体
- 兵庫県
  - 神戸市（中央区 - 兵庫区 - 長田区 - 須磨区 - 垂水区）- 明石市 - 淡路市 - 洲本市 - 南あわじ市
- 徳島県
  - 鳴門市 - 板野郡松茂町 - 板野郡北島町 - 徳島市

### 交差する道路
| 交差する道路                                                                     | 都道府県名 | 市町村名   | 市町村名   | 交差する場所    | 交差する場所                                   |
| -------------------------------------------------------------------------------- | ---------- | ---------- | ---------- | --------------- | ---------------------------------------------- |
| 兵庫県道21号神戸明石線 重複区間起点                                              | 兵庫県     | 神戸市     | 中央区     | 多聞通2丁目     | 起点                                           |
| 国道428号 兵庫県道15号神戸三田線                                                 | 兵庫県     | 神戸市     | 中央区     | 多聞通5丁目     | 有馬通交差点                                   |
| 兵庫県道21号神戸明石線 重複区間終点                                              | 兵庫県     | 神戸市     | 長田区     | 北町1丁目       | 長田交差点                                     |
| 国道2号 重複区間起点 国道250号 重複区間起点                                      | 兵庫県     | 神戸市     | 長田区     | 東尻池町3丁目   | 東尻池交差点 / 起点                            |
| 阪神高速3号神戸線                                                                | 兵庫県     | 神戸市     | 須磨区     | 古川町4丁目     | 3-23 若宮出入口                                |
| 阪神高速3号神戸線                                                                | 兵庫県     | 神戸市     | 須磨区     | 若宮町1丁目     | 3-23 若宮出入口                                |
| 兵庫県道199号須磨停車場線                                                        | 兵庫県     | 神戸市     | 須磨区     | 須磨浦通4丁目   | 須磨駅前交差点                                 |
| 兵庫県道488号長坂垂水線                                                          | 兵庫県     | 神戸市     | 垂水区     | 平磯1丁目       | 福田川交差点                                   |
| 兵庫県道200号垂水停車場線                                                        | 兵庫県     | 神戸市     | 垂水区     | 宮本町          | 垂水駅前交差点                                 |
| 兵庫県道487号平野舞子停車場線                                                    | 兵庫県     | 神戸市     | 垂水区     | 東舞子町        | 舞子駅前交差点                                 |
| 国道250号 重複区間終点                                                           | 兵庫県     | 明石市     | 明石市     | 大蔵海岸通1丁目 | 狩口交差点                                     |
| 兵庫県道31号福良江井岩屋線                                                       | 兵庫県     | 淡路市     | 淡路市     | 岩屋            | 岩屋フェリー前交差点                           |
| 国道28号 / 淡路IC支線                                                            | 兵庫県     | 淡路市     | 淡路市     | 岩屋            | 田ノ代交差点                                   |
| 兵庫県道460号野島浦線                                                            | 兵庫県     | 淡路市     | 淡路市     | 浦              | 浦交差点                                       |
| 兵庫県道71号富島久留麻線                                                         | 兵庫県     | 淡路市     | 淡路市     | 久留麻          | 久留麻交差点                                   |
| 兵庫県道157号佐野仁井岩屋線                                                      | 兵庫県     | 淡路市     | 淡路市     | 佐野            |                                                |
| 兵庫県道157号佐野仁井岩屋線                                                      | 兵庫県     | 淡路市     | 淡路市     | 佐野            | [ 注釈 7 ]                                     |
| 兵庫県道123号生穂育波線                                                          | 兵庫県     | 淡路市     | 淡路市     | 生穂            | 生穂交差点                                     |
| 兵庫県道66号大谷鮎原神代線                                                       | 兵庫県     | 淡路市     | 淡路市     | 大谷            | 大谷交差点                                     |
| 兵庫県道88号志筑郡家線                                                           | 兵庫県     | 淡路市     | 淡路市     | 志筑            | 志筑交差点                                     |
| 兵庫県道469号上内膳塩尾線                                                        | 兵庫県     | 淡路市     | 淡路市     | 塩尾            | 塩田交差点                                     |
| 兵庫県道468号明神安乎線                                                          | 兵庫県     | 洲本市     | 洲本市     | 安乎町平安浦    |                                                |
| 兵庫県道76号洲本灘賀集線                                                         | 兵庫県     | 洲本市     | 洲本市     | 塩屋2丁目       | 塩屋交差点                                     |
| 兵庫県道46号洲本五色線                                                           | 兵庫県     | 洲本市     | 洲本市     | 宇山3丁目       | 青雲橋北詰交差点                               |
| 兵庫県道474号下内膳物部線                                                        | 兵庫県     | 洲本市     | 洲本市     | 桑間1丁目       | [ 注釈 8 ]                                     |
| E28 神戸淡路鳴門自動車道 兵庫県道472号鳥飼浦洲本線                               | 兵庫県     | 洲本市     | 洲本市     | 納              | 洲本インター前交差点 / 終点 8 洲本IC           |
| 兵庫県道473号広田洲本線                                                          | 兵庫県     | 南あわじ市 | 南あわじ市 | 広田広田        | 広田交差点                                     |
| 兵庫県道126号松帆八木線                                                          | 兵庫県     | 南あわじ市 | 南あわじ市 | 八木養宜上      | 養宜上交差点                                   |
| 兵庫県道535号灘市線                                                              | 兵庫県     | 南あわじ市 | 南あわじ市 | 市円行寺        | 円行寺交差点                                   |
| 兵庫県道477号阿那賀市線                                                          | 兵庫県     | 南あわじ市 | 南あわじ市 | 市青木          | 青木西交差点                                   |
| 兵庫県道66号大谷鮎原神代線                                                       | 兵庫県     | 南あわじ市 | 南あわじ市 | 神代國衙        |                                                |
| 兵庫県道31号福良江井岩屋線・兵庫県道76号洲本灘賀集線                             | 兵庫県     | 南あわじ市 | 南あわじ市 | 賀集八幡        | 八幡交差点                                     |
| 兵庫県道25号阿万福良湊線 重複区間起点                                            | 兵庫県     | 南あわじ市 | 南あわじ市 | 福良甲          | 福良口交差点                                   |
| 兵庫県道25号阿万福良湊線 重複区間終点                                            | 兵庫県     | 南あわじ市 | 南あわじ市 | 福良甲          | 福良公民館前交差点                             |
| 徳島県道42号瀬戸撫養線                                                           | 徳島県     | 鳴門市     | 鳴門市     | 撫養町大桑島    | 撫養町大桑島交差点                             |
| 徳島県道12号鳴門池田線 徳島県道184号粟津港撫養線                                 | 徳島県     | 鳴門市     | 鳴門市     | 大津町吉永      | 大津町吉永交差点                               |
| 徳島県道185号粟津港線 徳島県道401号鳴門徳島自転車道線 重複区間起点               | 徳島県     | 鳴門市     | 鳴門市     | 大津町矢倉      |                                                |
| 徳島県道401号鳴門徳島自転車道線 重複区間終点                                     | 徳島県     | 鳴門市     | 鳴門市     | 大津町矢倉      |                                                |
| 徳島県道40号徳島空港線                                                           | 徳島県     | 板野郡     | 松茂町     | 笹木野          | 笹木野交差点                                   |
| 徳島県道187号長原港線                                                            | 徳島県     | 板野郡     | 松茂町     | 広島            | 松茂町笹木野交差点                             |
| 徳島県道220号川内大代線                                                          | 徳島県     | 板野郡     | 松茂町     | 広島            |                                                |
| 国道11号 重複区間起点 徳島県道14号松茂吉野線                                     | 徳島県     | 板野郡     | 松茂町     | 広島            | 広島交差点                                     |
| 徳島県道220号川内大代線                                                          | 徳島県     | 徳島市     | 徳島市     | 川内町          |                                                |
| 徳島県道181号川内埠頭線                                                          | 徳島県     | 徳島市     | 徳島市     | 川内町          |                                                |
| 徳島県道29号徳島環状線 重複区間起点                                              | 徳島県     | 徳島市     | 徳島市     | 川内町          | 川内町交差点                                   |
| 徳島県道29号徳島環状線 重複区間終点 徳島県道221号富吉久木線                      | 徳島県     | 徳島市     | 徳島市     | 川内町          | 川内町竹須賀交差点                             |
| E11 徳島自動車道                                                                 | 徳島県     | 徳島市     | 徳島市     | 川内町          | 1 徳島IC                                       |
| 徳島県道29号徳島環状線 徳島県道219号古川長原港線 徳島県道401号鳴門徳島自転車道線 | 徳島県     | 徳島市     | 徳島市     | 川内町          | 吉野川大橋北詰交差点                           |
| 徳島県道15号徳島吉野線 徳島県道189号沖ノ洲埠頭線                                 | 徳島県     | 徳島市     | 徳島市     | 東吉野町2丁目   | 吉野川大橋南交差点                             |
| 徳島県道39号徳島鳴門線                                                           | 徳島県     | 徳島市     | 徳島市     | 北常三島町1丁目 | 北常三島交差点                                 |
| 国道192号 国道318号 国道319号 国道438号 国道439号 徳島県道38号沖ノ洲徳島本町線   | 徳島県     | 徳島市     | 徳島市     | 徳島本町1丁目   | 徳島本町交差点                                 |
| 徳島県道190号徳島港線                                                            | 徳島県     | 徳島市     | 徳島市     | 中洲町1丁目     | 中洲町一丁目交差点                             |
| 国道11号 重複区間終点 国道55号 国道195号                                         | 徳島県     | 徳島市     | 徳島市     | かちどき橋1丁目 | 終点                                           |
| 淡路IC支線                                                                       |            |            |            |                 |                                                |
| E28 神戸淡路鳴門自動車道 兵庫県道31号福良江井岩屋線 兵庫県道157号佐野仁井岩屋線  | 兵庫県     | 淡路市     | 淡路市     | 岩屋            | 淡路インター前交差点 / 淡路IC支線起点 4 淡路IC |
| 国道28号 / 現道                                                                  | 兵庫県     | 淡路市     | 淡路市     | 岩屋            | 田ノ代交差点 / 淡路IC支線終点                  |

### 交差する鉄道
- 山陽本線

### 沿線
- JR西日本山陽本線・東海道本線 神戸駅（神戸市中央区）
- 明石市役所（明石市）
- 明石港（明石市）
- 明石海峡
- 淡路島
- 国営明石海峡公園（淡路市）
- 津名港（淡路市）
- 淡路ワールドパークONOKORO（淡路市）
- 兵庫県洲本総合庁舎（淡路県民局、洲本市）
- JR四国鳴門線 鳴門駅（鳴門市）
- 鳴門市役所（鳴門市）
- 徳島阿波おどり空港（松茂町）
- 松茂町役場（松茂町）